# Eyjafjallajökull
Eyjafjallajökull (navnet betyder ø-fjeld-gletsjer) er en 78 km² stor gletsjer, hvor den højeste af de omkringliggende fjeldspidser er målt til 1.666 meter over havet. Under den ligger en stratovulkan med eget magmakammer, men uden et egentlig navn. Gletsjeren er beliggende i det sydlige Island, vest for gletsjeren Mýrdalsjökull og 150 km sydøst for Reykjavik. Vulkanen under gletsjeren har været i udbrud flere gange siden istiden, et af de bedst kendte udbrud var i 2010, hvor støv fra udbruddet lammede flytrafikken i hele Nordeuropa. 
Gletsjeren bredte sig engang til kysten, men havet har trukket sig ca. 5 km, og den tidligere kystlinje kan nu ses som en række klinter, hvorfra mange vandfald skaber afløb af smeltevand, heriblandt Skógafoss, der kan ses fra landevejen på sydkysten.
Der er mange grotter i området Undir Eyafjöllum. Den mest kendte er Paradísarehellir (Paradisgrotten). Nogle af de andre grotter har været anvendt som tingsteder. Mellem Eyjafjallajökull og Tindfjallajökull ligger Þórsmörk-dalen, som er omgivet af tre gletsjere. Dalen ender ved Mýrdalsjökull.

## Vulkanudbrud
Siden istiden har vulkanen under Eyjafjallajökull ofte været aktiv. Der har været fire kendte udbrud siden landet blev beboet. Det første skete i år 920, det andet udbrud fandt sted 1612–13. Det tredje udbrud var et langvarigt vulkanudbrud i perioden 1821-23 som bl.a. medførte et voldsomt jøkelløb og problemer med fluorforgiftning. Krateret/Calderaen er 3-4 km i diameter.

### Den langvarige aktivitet på Eyjafjallajökull 1821–1823
Dette udbrud var forholdsvis lille, alligevel fik udbruddet alvorlige følger. Dette skyldtes at asken indeholdt en stor koncentration af fluorid, som i store doser kan have dårlig indflydelse på knoglestrukturen hos kvæg, heste, får og mennesker. Udbruddet medførte også nogle mindre og mellemstore gletsjerafsmeltninger og oversvømmelser skete i de omkringliggende elve Markarfljót og Holtsá. Udbruddene startede d. 19. og 20. december 1821 med en serie eksplosioner og fortsatte i flere dage. Kilderne beskriver askefald i området omkring vulkanen, specielt mod syd og vest. Efter de første dage fortsatte udbruddene i mindre grad indtil juni 1822.
Fra slutningen af juni til begyndelsen af august 1822, var der en ny række eksplosive udbrud. Materiale fra vulkanen blev skudt til store højder, mens askefald skete både mod nord, i Eyjafjörður, og mod sydvest på halvøen Seltjarnarnes nær Reykjavík.
Perioden fra august til december 1822 virkede mere rolig, men landmændene gav forgiftning fra udbruddet skylden for, at mange dyr døde. Dette underbygges også af moderne analyser, der identificerer det som flussyre-forgiftning. Nogle mindre jøkelløb skete ved Holtsá-elven. Et af de større oversvømmede sletterne nær elven Markarfljót. Kilderne giver ikke eksakte datoer.
I 1823 vandrede nogle mænd op på Eyjafjallajökull for at inspicere krateret. De så en udbrudsspalte lidt nordvest for Guðnasteinn-spidsen. Mændene mente, at bjerget kunne gå i stykker, fordi spalten var meget nær på kraterets randområde, og mellem dem og afgrunden var der kun et tyndt fjeld. Efter udbruddet konkluderede man, at bjerget var forandret, og en betragtelig sænkning var opstået i kraterranden, der førhen havde været helt plant.
I foråret 1823 havde den nærliggende vulkan Katla der ligger under gletsjeren Mýrdalsjökull udbrud, og på samme tid kom der mængder af damp fra toppen af Eylafjallajökull.

### Vulkanudbrud i 2010
Mellem 3. og 5. marts 2010 blev der registreret tæt på 3.000 jordskælv med epicenter i vulkanen. De fleste var små, men nogle kunne føles i det bosatte område nær jøkelen. Vulkanudbruddet blev først meldt 20. marts.
Folk fra gårdene i områderne Fljótshlíð og Markarfljót blev evakueret, og Icelandair-fly som skulle til Reykjavik blev omdirigeret på grund af aske og vanskelige indflyvningsforhold. Om formiddagen den 21. marts blev det meldt, at evakueringen i det truede område var gennemført, idet alle var i sikkerhed. Det var nu klart, at udbruddet var i et område med små mængder af is, hvilket gjorde, at faren for oversvømmelse og jøkelløb ikke var så stor, som man først frygtede, men der blev igangsat en nøje overvågning af situationen. Vulkanudbruddet skete mellem gletsjerne Eyjafjallajökull og Mýrdalsjökull ved Fimmvörðuháls. Det var det første vulkanudbrud i området siden 1823. 
Udbruddet gav anledning til evakuering af omkring 500 mennesker i to nærliggende landsbyer, samt til aflysning af en lang række internationale flyruter til Keflavík International Airport som følge af voldsom røgudvikling fra udbruddet. Udbruddet skete ikke under isen på toppen af Eyjafjallajokull, men lidt længere mod øst i den 1 km lange kløft Fimmvorduhals, som ligger ved vandrestien mellem Þórsmörk og Skógar.
Kort efter ophøret af det første udbrud kom der et nyt udbrud den 14. april i den sydvestlige del af Eyjafjallajökulls kraterområde, og der steg en voldsom sky af vulkansk aske og røg flere kilometer til vejrs fra den ulmende vulkan. Toppen består af størknet lava, som var skudt op ved gletsjerne Eyjafjallajökull og Fimmvörðuháls i forbindelse med udbruddet, der begyndte 20. marts, og som fortsatte i cirka tre uger. Det nye udbrud befandt sig under en gletsjer og producerede store mængder støv af fin aske, der medførte omfattende problemer, primært for luftfarten, som blev berørt i store dele af Nord- og Vesteuropa. Dansk luftrum blev af Naviair  lukket i løbet af eftermiddagen den 15. april, således at luftrummet var helt lukket fra kl. 18. Asken blev skudt op i ti kilometers højde og kom ned mod Nord- og Vesteuropa med knap 200 kilometer i timen via den sydgående jetstrøm over Nordsøen. Det danske luftrum blev først igen åbnet fuldstændigt 22. april kl. 8.
Lokalt blev ca. 700 mennesker evakueret i området på grund af fare for jøkelløb. Selve smeltevandet løb i første omgang ud på nordsiden af gletsjeren, hvor der er et ubeboet område. 
Der er fare for, at det nye udbrud ved Eyjafjallajökull kan fremprovokere et udbrud i Katla, hvor der ligger en kraftig vulkan under en gletsjer. 
De tre tidligere udbrud i vulkanen under Eyjafjallajökull er nemlig blevet fulgt af væsentligt mere eksplosive udbrud i Katla, der kun ligger ca. 30 km fra det aktuelle udbrud.
Islands universitet har beregnet, at jorden på sit højeste punkt er vokset 82 meter opad og dermed har opnået en højde på i alt 1.067 meter over havets overflade, og at området er dækket af et mellem ti og tyve meter tyk lava, der breder sig over 1,3 km². Der er allerede forslag om at navngive bjerget efter det bjergpas, hvor udbruddet sker, så bjerget skulle hedde Fimmvörðuháls (på dansk: de fem stenhøjes bjerg), eller det islandske pigenavn Kreppa, da den nye vulkan ligger i nærheden af Katla.
Fra den 23. maj 2010 er der foreløbig ikke registreret vulkansk aktivitet i krateret og det var en god nyhed for de lokale indbyggere og den europæiske lufttrafik, der siden den 14. april ofte måtte aflyse flyvningerne, eller havde store forsinkelser på grund af askeskyerne fra udbruddet.

## Forbindelse mellem Eyjafjallajökull og Mýrdalsjökull
Ved udbruddene fra vulkanen under Eyjafjallajökull i det 17. og 19. århundrede  begyndte også vulkanen Katla under Mýrdalsjökull at have udbrud på samme tid eller kort efter. Man formoder altså en sammenhæng mellem de to vulkaner. På Fimmvörðuháls, der ligger i området mellem  Eyjafjallajökull og Mýrdalsjökull, har der igennem det seneste år ofte været en tydelig seismisk aktivitet.
Geofysikeren Páll Einarsson har betonet nødvendigheden af, at Katla overvåges nøje, idet udbruddet på Eylafjallajökull i 2010 kan starte et udbrud på Katla.